# Liste der Stolpersteine in Kirkel

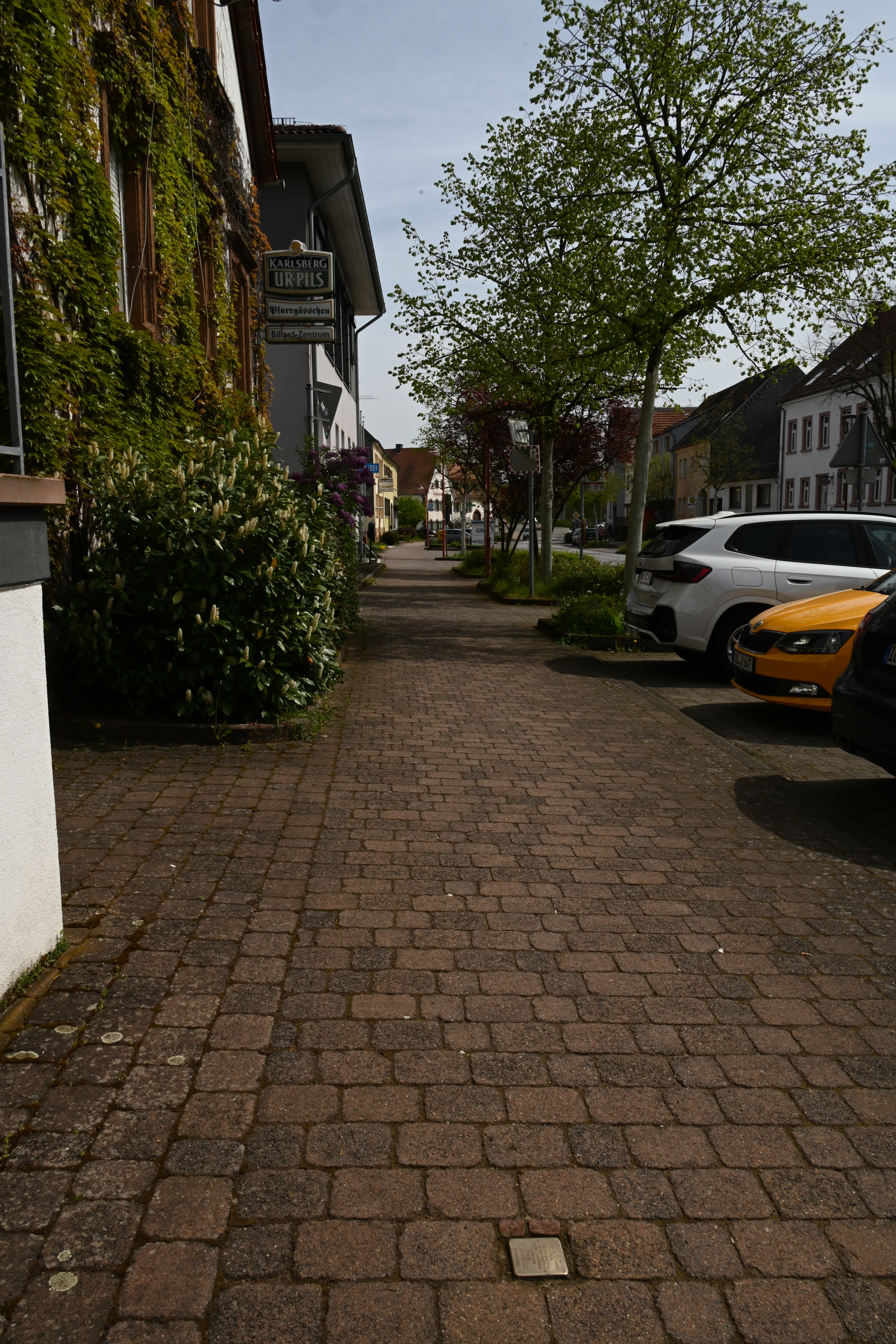
Stolperstein in der Hauptstraße 16

In der Liste der Stolpersteine in Kirkel werden die vorhandenen Gedenksteine aufgeführt, die im Rahmen des Projektes Stolpersteine des Künstlers Gunter Demnig in Kirkel verlegt worden sind. Die Stolpersteine wurden am 18. April 2015 von Demnig selbst verlegt und erinnern an drei Opfer der Aktion T4. Die Lebensdaten wurde durch die Gemeinschaftsschule Kirkel recherchiert. Partner bei der Verlegung war neben der Schule das Adolf-Bender-Zentrum. Zwei der Stolpersteine wurden im Ortsteil Limbach und einer im Ortsteil Neuhäusel verlegt.

## Verlegte Stolpersteine
| Stolperstein | Inschrift | Verlegort                             | Name, Leben |
| ------------ | --- | ------------------------------------- | --- |
|              | HIER WOHNTE ALBRECHT BINKLE JG. 1895 EINGEWIESEN HEILANSTALT HOMBURG 1939 ANSTALT WEILMÜNSTER 'VERLEGT' 27.1.1941 HADAMAR ERMORDET 27.1.1941 AKTION T4 | Limbach, · Ludwigsthaler Straße 12 ·  | Albrecht Binkle wurde 1941 im Rahmen der Aktion T4 in der Tötungsanstalt Hadamar ermordet |
|              | HIER WOHNTE JOACHIM HIRSCH JG. 1905 EINGEWIESEN HEILANSTALT MERZIG 'VERLEGT' 31.1.1941 HADAMAR ERMORDET 31.1.1941 AKTION T4                            | Limbach, · Hauptstraße 16 ·           | Joachim Hirsch wurde 1905 geboren; gest. am 31. Januar 1941 in der Tötungsanstalt Hadamar. Er litt an einer Hirnhautentzündung. Er wurde ab 1939 in der Anstalt Weilmünster betreut und kam am 11. Januar 1941 nach Hadamar. Angeblich auf dem Weg der Besserung, wurde er nur 20 Tage später von den Nazis im Rahmen der Aktion T4 ermordet. |
|              | HIER WOHNTE HEINRICH ALFONS SCHNEIDER JG. 1925 EINGEWIESEN 1937 HEILANSTALT IDSTEIN 'VERLEGT' 17.1.1941 HADAMAR ERMORDET 17.1.1941 AKTION T4           | Neuhäusel · Blieskasteler Straße 55 · | Heinrich Alfons Schneider wurde 1941 im Rahmen der Aktion T4 in der Tötungsanstalt Hadamar ermordet |

## Verlegedatum
- 18. April 2015